# Zamknięty krąg
Zamknięty krąg, inny tytuł polski: Idealne koło (bośn. Savršeni krug) – bośniacko-francuski film fabularny z 1997 roku w reżyserii Ademira Kenovicia. Zdjęcia kręcono w Sarajewie.

## Opis fabuły
W czasie wojny w Bośni mieszkający w Sarajewie poeta Hamza wysyła swoją żonę i córkę jak najdalej od miasta, aby nie doświadczyli skutków wojny. Po wyjeździe rodziny spotyka dwóch braci Adisa i Kerima, szukających schronienia w Sarajewie przed masakrą, której doświadczyli mieszkańcy ich wioski. Poeta wraz z chłopcami stara się przetrwać oblężenie Sarajewa.

## Nagrody i wyróżnienia
Podczas 50. MFF w Cannes film zdobył Nagrodę im. François Chalais dla najlepszego filmu propagującego znaczenie dziennikarstwa. Film był także nagradzany na festiwalach filmowych w Paryżu, St. Louis, Tokio i w Valladolid. W 1998 był prezentowany na Warszawskim Festiwalu Filmowym.

## Obsada
- Mustafa Nadarević jako Hamza
- Almedin Leleta jako Adis
- Almir Podgorica jako Kerim
- Mirela Lambić jako Miranda
- Ljubica Lohajner-Znidarić jako staruszka
- Mira Avram jako matka Hamzy
- Senad Bašić jako Strazar
- Amina Begović jako Gordana
- Bozidar Bunjevać jako Grobar
- Ines Fancović jako Baka
- Admir Glamocak jako Staka
- Zaim Muzaferija jako Asaf
- Sabina Bambur
- Vedrana Božinović
- Pero Burić
- Mladen Jelicić
- Dragan Marinković
- Aleksandra Seksan
- Jasna Diklić